# J2 League 2025
La J2 League 2025, también conocida como «2025 Meiji Yasuda J2 League» (en japonés: 2025 明治安田J2リーグ, romanizado: 2025 Meiji Yasuda J2 Rīgu) por razones de patrocinio, es la vigésimo séptima edición de la J2 League, la segunda división japonesa de fútbol, desde su creación en 1999.

## Sistema de juego
El torneo se disputa en un formato de todos contra todos a ida y vuelta, de manera tal que cada equipo debe jugar un partido de local y uno de visitante contra sus otros diecinueve contrincantes. Una victoria se puntua con tres unidades, mientras que el empate vale un punto y la derrota, ninguno.
Para desempatar se utilizan los siguientes criterios:
1. Puntos
2. Diferencia de goles
3. Goles anotados
4. Resultados entre los equipos en cuestión
5. Desempate o sorteo

Los dos equipos con más puntos al final del campeonato ascenderán a la J1 League 2026-27. Los cuatro siguientes mejor ubicados disputan los play-offs para determinar los restantes ascendidos.
Los tres últimos de la tabla de posiciones descenderán automáticamente a la J3 League 2026-27.

## Ascensos y descensos
El primer descenso a J2 se dirimió en la jornada 34 cuando Sagan Tosu perdió 2-0 ante Kyoto Sanga acabando así una estadía de trece años en J1 League. El segundo fue materializado por Hokkaido Consadole Sapporo que vuelve a J2 después de nueve años,  al empatar en la antepenúltima jornada por 1-1 ante Shonan Bellmare, este resultado sumado al empate de Kashiwa Reysol ante Albirex Niigata hizo imposible para "Consa" alcanzar a Kashiwa en la tabla. El último puesto de descenso será definido en las últimas dos jornadas. Júbilo Iwata es el favorito para el lugar. Esta cinco puntos por debajo de Kashiwa Reysol a falta de dos jornadas. Finalmente Júbilo Iwata fue el último descendido. Los puestos de ascenso directo a J1 League fueron ocupados por Shimizu S-Pulse que vuelve después de dos temporadas en J2, y por Yokohama FCel cual regresa después de solo un año de ausencia. El tercer boleto a J1 será disputado en el Play-Off. Los clasificados son V-Varen Nagasaki (Que intenta volver a la máxima categoría del fútbol nipón tras de siete años de ausencia.), Montedio Yamagata El cual disputa su tercer play-off de manera consecutiva (Después de fallar ante Roasso Kumamoto en 2022 y Shimizu S-Pulse en 2023.), busca volver a la J1 League tras diez años de ausencia; Fagiano Okayama que disputa su segundo play-off en tres temporadas. Busca debutar en J1 League. El último clasificado al play-off fue Vegalta Sendai que busca regresar a J1 League tras cuatro años de ausencia. Contra todo pronóstico, los clasificados a la final de la eliminatoria fueron Fagiano Okayama (quien derrotó 0-3 a Montedio Yamagata.) y Vegalta Sendai (quien venció a V-Varen Nagasaki por 1-4.). Montedio pierde la oportunidad de ascender por tercera vez consecutiva. Finalmente el último puesto de ascenso fue ocupado por Fagiano Okayama quien venció 2-0 en la final de la eliminatoria a Vegalta Sendai, será el primer equipo de la Prefectura de Okayama que disputará J1 League.   Las posiciones descenso a J3 League fueron sido ocupados por Tochigi que regresa al tercer nivel después de ocho años, Kagoshima United después de solo una temporada en segunda. Y Thespakusatsu Gunma que vuelve después de cinco temporadas en J2 League. Los dos puestos de ascenso a J2, fueron ocupados por Red Bull Omiya Ardija equipo comprado recientemente por Red Bull regresa tras solo un año en J3 League, el segundo puesto fue ocupado por Imabari. Equipo debutante en J2 League, que disputará el Derby de Ehime ante Ehime FC por primera vez en segunda división. El último acceso será disputado en el play-off. Kataller Toyama (El cual busca su vuelta después de once años.), Matsumoto Yamaga (intenta regresar después de cuatro años), Fukushima United y FC Osaka (contendientes debutantes) son los clasificados. En la final se enfrentaran Kataller Toyama y Matsumoto Yamaga quienes empataron 1-1 en ambas semifinales y avanzaron gracias a la ventaja deportiva por posición. En la final Kataller Toyama logró su vuelta a la categoría de plata del fútbol Japonés después de empatar épicamente 2-2 ante Matsumoto Yamaga. 
| Pos  | Descendidos en la temporada 2024 |
| ---- | -------------------------------- |
| 18.º | Júbilo Iwata                     |
| 19.º | Hokkaido Consadole Sapporo       |
| 20.º | Sagan Tosu                       |

| Pos       | Ascendidos a la J1 League 2025 |
| --------- | ------------------------------ |
| 1.º       | Shimizu S-Pulse                |
| 2.º       | Yokohama FC                    |
| Play-offs | Fagiano Okayama                |

| Pos  | Descendidos en la temporada 2024 |
| ---- | -------------------------------- |
| 18.º | Tochigi                          |
| 19.º | Kagoshima United                 |
| 20.º | Thespa Gunma                     |

| Pos       | Ascendidos de la J3 League 2024 |
| --------- | ------------------------------- |
| 1.º       | Red Bull Omiya Ardija           |
| 2.º       | Imabari                         |
| Play-offs | Kataller Toyama                 |

## Información
| Equipo                     | Ciudad             | Estadio                                      | Capacidad   | Posición  |
| -------------------------- | ------------------ | -------------------------------------------- | ----------- | --------- |
| Blaublitz Akita            | Akita              | Soyu Stadium                                 | 20 125      | J2 (10.º) |
| Ehime FC                   | Matsuyama          | Ningenieer Stadium                           | 20 919      | J2 (17.º) |
| FC Imabari                 | Imabari            | ASICS Satoyama Stadium                       | 5 316       | J3 (2.°)  |
| Fujieda MYFC               | Fujieda            | Fujieda Soccer Stadium                       | 13 000      | J2 (13.º) |
| Hokkaido Consadole Sapporo | Sapporo            | Domo de Sapporo                              | 42,065      | J1 (19°)  |
| Iwaki FC                   | Iwaki              | J-Village Stadium & Iwaki Greenfield Stadium | 5000 & 5600 | J2 (9.º)  |
| JEF United Chiba           | Chiba              | Fukuda Denshi Arena                          | 18 500      | J2 (7.º)  |
| Júbilo Iwata               | Iwata              | Estadio Yamaha                               | 16 800      | J1 (18°)  |
| Kataller Toyama            | Toyama             | Estadio de Toyama                            | 25 251      | J3 (3°)   |
| Mito HollyHock             | Mito               | K's denki Stadium Mito                       | 12 000      | J2 (15.º) |
| Montedio Yamagata          | Yamagata           | Estadio de Yamagata                          | 20 300      | J2 (4°)   |
| Oita Trinita               | Ōita               | Showa Denko Dome Oita                        | 40 000      | J2 (16.º) |
| Red Bull Omiya Ardija      | Ōmiya-ku (Saitama) | Estadio Ōmiya                                | 15 500      | J3 (1°)   |
| Renofa Yamaguchi           | Yamaguchi          | Yamaguchi Ishin Park Stadium                 | 20 000      | J2 (11.º) |
| Roasso Kumamoto            | Kumamoto           | Egao Kenko Stadium                           | 32 000      | J2 (12.º) |
| Sagan Tosu                 | Tosu               | Ekime Real State                             | 24 500      | J1 (20°)  |
| Tokushima Vortis           | Tokushima          | Pocarisweat Stadium                          | 20 441      | J2 (8.º)  |
| V-Varen Nagasaki           | Nagasaki           | PEACE STADIUM Connected by SoftBank          | 20 027      | J2 (3°)   |
| Ventforet Kofu             | Kofu               | Yamanashi Chuo Bank Stadium                  | 17 000      | J2 (14.º) |
| Vegalta Sendai             | Sendai             | Estadio de Sendai                            | 19 690      | J2 (6°)   |

## Clasificación
Actualizado el 17 de agosto de 2025.
| Pos. | Equipo                     | Pts. | PJ | G  | E  | P  | GF | GC | Dif. | Ascenso o descenso                    |
| ---- | -------------------------- | ---- | -- | -- | -- | -- | -- | -- | ---- | ------------------------------------- |
| 1    | Mito HollyHock             | 51   | 26 | 15 | 6  | 5  | 40 | 23 | +17  | Ascenso a la J1 League 2026-27        |
| 2    | JEF United Chiba           | 48   | 26 | 14 | 6  | 6  | 37 | 23 | +14  | Ascenso a la J1 League 2026-27        |
| 3    | V-Varen Nagasaki           | 45   | 26 | 12 | 9  | 5  | 43 | 37 | +6   | Clasifican a los play-offs de ascenso |
| 4    | Red Bull Omiya Ardija      | 44   | 26 | 12 | 8  | 6  | 37 | 22 | +15  | Clasifican a los play-offs de ascenso |
| 5    | Tokushima Vortis           | 44   | 26 | 12 | 8  | 6  | 26 | 14 | +12  | Clasifican a los play-offs de ascenso |
| 6    | Vegalta Sendai             | 43   | 26 | 11 | 10 | 5  | 30 | 25 | +5   | Clasifican a los play-offs de ascenso |
| 7    | Sagan Tosu                 | 42   | 26 | 12 | 6  | 8  | 27 | 24 | +3   |                                       |
| 8    | Júbilo Iwata               | 41   | 26 | 12 | 5  | 9  | 41 | 36 | +5   |                                       |
| 9    | Imabari                    | 40   | 26 | 10 | 10 | 6  | 33 | 26 | +7   |                                       |
| 10   | Ventforet Kofu             | 38   | 26 | 10 | 8  | 8  | 27 | 23 | +4   |                                       |
| 11   | Hokkaido Consadole Sapporo | 34   | 26 | 10 | 4  | 12 | 32 | 43 | −11  |                                       |
| 12   | Blaublitz Akita            | 31   | 26 | 9  | 4  | 13 | 34 | 43 | −9   |                                       |
| 13   | Iwaki                      | 30   | 26 | 7  | 9  | 10 | 33 | 36 | −3   |                                       |
| 14   | Montedio Yamagata          | 29   | 26 | 8  | 5  | 13 | 36 | 38 | −2   |                                       |
| 15   | Fujieda MYFC               | 29   | 26 | 7  | 8  | 11 | 29 | 34 | −5   |                                       |
| 16   | Oita Trinita               | 28   | 26 | 6  | 10 | 10 | 22 | 28 | −6   |                                       |
| 17   | Roasso Kumamoto            | 27   | 26 | 7  | 6  | 13 | 32 | 41 | −9   |                                       |
| 18   | Kataller Toyama            | 23   | 26 | 5  | 8  | 13 | 22 | 33 | −11  | Descenso a la J3 League 2026-27       |
| 19   | Renofa Yamaguchi           | 21   | 26 | 3  | 12 | 11 | 23 | 33 | −10  | Descenso a la J3 League 2026-27       |
| 20   | Ehime FC                   | 16   | 26 | 2  | 10 | 14 | 23 | 45 | −22  | Descenso a la J3 League 2026-27       |

 Fuente: https://www.jleague.co/standings/j2/2025/
Criterios de clasificación: 1) Puntos; 2) Gol diferencia; 3) Goles anotados; 4) Puntos en partidos directos; 5) Gol diferencia en partidos directos; 6) Goles anotados en partidos directos; 7) Puntos fair-play.

## Resultados
- Los horarios corresponden al huso horario de Japón (UTC+9).

### Primera vuelta
| Fujieda MYFC     | 0 – 2 | Tokushima Vortis           | Fujieda Soccer Stadium | 15 de febrero | 14:00 |
| RB Omiya Ardija  | 2 – 1 | Montedio Yamagata          | NACK5 Stadium          | 15 de febrero | 14:00 |
| Iwaki            | 0 – 2 | JEF United Chiba           | J-Village Stadium      | 15 de febrero | 14:00 |
| Ventforet Kofu   | 1 – 0 | Renofa Yamaguchi           | Yamanashi Stadium      | 15 de febrero | 14:00 |
| Jubilo Iwata     | 3 – 2 | Mito HollyHock             | Yamaha Stadium         | 15 de febrero | 14:00 |
| Sagan Tosu       | 0 – 1 | Vegalta Sendai             | Ekimae Real State      | 15 de febrero | 14:00 |
| V-Varen Nagasaki | 3 - 2 | Roasso Kumamoto            | Nagasaki Peace Stadium | 15 de febrero | 19:00 |
| Ehime FC         | 0 - 2 | Kataller Toyama            | Ningenieer Stadium     | 16 de Febrero | 12:50 |
| Imabari          | 0 - 1 | Blaublitz Akita            | ASIC Stadium           | 16 de Febrero | 13:10 |
| Oita Trinita     | 2 - 0 | Hokkaido Consadole Sapporo | Domo de Oita           | 16 de Febrero | 14:00 |

| JEF United Chiba | 2 – 0 | Kataller Toyama            | Fukuda Denshi Arena    | 22 de febrero | 14:00 |
| RB Omiya Ardija  | 1 – 0 | Ventforet Kofu             | NACK5 Stadium          | 22 de febrero | 14:00 |
| Jubilo Iwata     | 1 – 0 | Sagan Tosu                 | Yamaha Stadium         | 22 de febrero | 14:00 |
| Renofa Yamaguchi | 2 – 2 | V-Varen Nagasaki           | Ishin Life Stadium     | 23 de febrero | 14:00 |
| Roasso Kumamoto  | 3 – 0 | Hokkaido Consadole Sapporo | Egao Kenko Stadium     | 23 de febrero | 14:00 |
| Tokushima Vortis | 1 – 0 | Vegalta Sendai             | Poccari Sweat Stadium  | 23 de febrero | 14:00 |
| Imabari          | 0 - 0 | Fujieda                    | ASICS Satoyama Stadium | 23 de febrero | 14:00 |
| Mito HollyHock   | 1 - 0 | Montedio Yamagata          | K's Denki Stadium      | 23 de febrero | 14:00 |
| Oita Trinita     | 0 - 0 | Iwaki                      | Domo de Oita           | 23 de febrero | 14:00 |
| Ehime            | 1 - 2 | Blaublitz Akita            | Ningeenier Stadium     | 23 de febrero | 15:00 |

| Vegalta Sendai   | 2 – 0 | Oita Trinita               | Yurtec Stadium         | 1 de Marzo | 13:00 |
| Fujieda          | 2 – 1 | Blaublitz Akita            | Fujieda Soccer Stadium | 1 de Marzo | 14:00 |
| JEF United Chiba | 3 – 2 | Montedio Yamagata          | Fukda Denshi Arena     | 1 de Marzo | 14:00 |
| Sagan Tosu       | 1 – 4 | Imabari                    | Ekimae Real Estate     | 1 de Marzo | 14:00 |
| V-Varen Nagasaki | 1 – 0 | Jubilo Iwata               | Nagasaki PEACE Stadium | 1 de Marzo | 14:00 |
| Roasso Kumamoto  | 0 - 4 | RB Omiya Ardija            | EGAO Kenki Stadium     | 2 de Marzo | 13:00 |
| Renofa Yamaguchi | 2 - 0 | Hokkaido Consadole Sapporo | Ishin Stadium          | 2 de Marzo | 14:00 |
| Katare Toyama    | 2 - 0 | Ventforet Kofu             | Estadio de Toyama      | 2 de Marzo | 14:00 |
| Iwaki            | 1 - 1 | Tokushima Vortis           | Hawaiians Stadium      | 2 de Marzo | 14:00 |
| Mito HollyHock   | 1 - 1 | Ehime                      | Denki Stadium Mito     | 2 de Marzo | 14:00 |

| Vegalta Sendai             | 1 - 1 | V-Varen Nagasaki | Yurtec Stadium         | 8 de Marzo | 13:00 |
| RB Omiya Ardija            | 2 - 1 | Renofa Yamaguchi | Omiya Park             | 8 de Marzo | 14:00 |
| Ehime                      | 2 - 3 | Imabari          | Ningineer Stadium      | 8 de Marzo | 18:10 |
| Hokkaido Consadole Sapporo | 1 - 3 | JEF United Chiba | Domo de Sapporo        | 9 De Marzo | 13:05 |
| Iwaki                      | 1 - 1 | Sagan Tosu       | Hawaiians Stadium      | 9 De Marzo | 14:00 |
| Kataller Toyama            | 3 - 1 | Jubilo Iwata     | Estadio de Toyama      | 9 De Marzo | 14:00 |
| Ventforet Kofu             | 3 - 3 | Fujieda MYFC     | JIT Recycle Stadium    | 9 De Marzo | 14:00 |
| Tokushima Vortis           | 0 - 0 | Roasso Kumamoto  | Poccari Sweet Stadium  | 9 De Marzo | 14:00 |
| Oita Trinita               | 0 - 0 | Mito HollyHock   | Domo de Oita           | 9 De Marzo | 14:00 |
| Montedio Yamagata          | 4 - 2 | Blaublitz Akita  | Estadio Yamagata Tendo | 9 De Marzo | 14:00 |

| Blaublitz Akita  | 1 - 3 | Hokkaido Consadole Sapporo | Soyu Stadium           | 15 de Marzo | 13:00 |
| Fujieda MYFC     | 2 - 0 | Iwaki                      | Fujieda Soccer Stadium | 15 de Marzo | 14:00 |
| Jubilo Iwata     | 2 - 1 | Ventforet Kofu             | Yamaha Stadium         | 15 de Marzo | 14:00 |
| Sagan Tosu       | 1 - 0 | Red Bull Omiya Ardija      | Ekimae Real Estate     | 15 de Marzo | 14:00 |
| V-Varen Nagasaki | 1 - 0 | Tokushima Vortis           | Nagasaki Peace Stadium | 15 de Marzo | 16:00 |
| Roasso Kumamoto  | 1 - 3 | Montedio Yamagata          | Egao Kenki Stadium     | 16 de Marzo | 13:00 |
| Imabari          | 0 - 0 | Kataller Toyama            | ASICS Satoyama         | 16 de Marzo | 14:00 |
| JEF United Chiba | 5 - 1 | Ehime                      | Fukuda Denshi Arena    | 16 de Marzo | 14:00 |
| Mito HollyHock   | 2 - 2 | Vegalta Sendai             | Denki Stadium Mito     | 16 de Marzo | 14:00 |
| Renofa Yamaguchi | 1 - 1 | Oita Trina                 | Ishin Stadium          | 16 de Marzo | 14:00 |

| Vegalta Sendai    | 2 - 3 | Jubilo Iwata               | Yurtec Stadium             | 23 de Marzo | 13:00 |
| Renofa Yamaguchi  | 0 - 1 | Roasso Kumamoto            | Ishin Stadium              | 23 de Marzo | 13:15 |
| Oita Trinita      | 1 - 1 | Fujieda MYFC               | Domo de Oita               | 23 de Marzo | 14:00 |
| Montedio Yamagata | 0 - 0 | Tokushima Vortis           | Estadio de Yamagata Tendo  | 23 de Marzo | 14:00 |
| Iwaki             | 0 - 1 | Imabari                    | Hawaiians Stadium          | 23 de Marzo | 14:00 |
| RB Omiya Ardija   | 2 - 0 | Mito HollyHock             | NACK5 Stadium              | 23 de Marzo | 14:00 |
| Sagan Tosu        | 2 - 0 | Kataller Toyama            | Ekimae Real Estate Stadium | 23 de Marzo | 14:00 |
| V-Varen Nagasaki  | 5 - 1 | Blaublitz Akita            | Nagasaki Peace Stadium     | 23 de Marzo | 14:00 |
| Ventforet Kofu    | 1 - 2 | JEF United Chiba           | JIT Recycle Stadium        | 23 de Marzo | 14:00 |
| Ehime             | 1 - 2 | Hokkaido Consadole Sapporo | Ningeenier Stadium         | 23 de Marzo | 14:00 |

| Hokkaido Consadole Sapporo | 0 – 1 | Ventforet Kofu    | Domo de Sapporo        | 29 de marzo   | 14:00 |
| Roasso Kumamoto            | 3 - 1 | Sagan Tosu        | Egao Kenko Stadium     | 30 de febrero | 13:00 |
| Fujieda MYFC               | 3 - 2 | V-Varen Nagasaki  | Fujieda Soccer Stadium | 30 de febrero | 14:00 |
| Mito Hollyhock             | 4 - 1 | Iwaki             | K's Denki Stadium      | 30 de febrero | 14:00 |
| Kataller Toyama            | 0 - 1 | Vegalta Sendai    | Estadio de Toyama      | 30 de febrero | 14:00 |
| Blaublitz Akita            | 1 - 0 | Renofa Yamaguchi  | Soyu Stadim            | 30 de febrero | 14:00 |
| Imabari                    | 2 - 2 | Montedio Yamagata | ASICS Satoyama Stadium | 30 de febrero | 14:00 |
| Jubilo Iwata               | 1 - 0 | JEF United Chiba  | Yamaha Stadium         | 30 de febrero | 15:00 |
| Ehime                      | 0 - 1 | Oita Trinita      | Ningeenier Stadium     | 30 de febrero | 15:00 |
| Tokushima Vortis           | 1 - 0 | RB Omiya Ardija   | Poccari Sweat Stadium  | 30 de febrero | 16:00 |

| Vegalta Sendai             | 1 - 0 | Blaublitz Akita  | Yurtec Stadium            | 5 de Abril | 13:00 |
| Ventforet Kofu             | 1 - 0 | Iwaki            | JIT Recycle Ink Stadium   | 5 de Abril | 13:30 |
| Sagan Tosu                 | 1 - 0 | Fujieda MYFC     | Ekimae Stadium            | 5 de Abril | 14:00 |
| Hokkaido Consadole Sapporo | 1 - 0 | Tokushima Vortis | Domo de Sapporo           | 5 de Abril | 14:00 |
| Montedio Yamagata          | 0 - 0 | Jubilo Iwata     | Estadio de Yamagata Tendo | 5 de Abril | 14:00 |
| RB Omiya Ardija            | 2 - 2 | Oita Trinita     | NACK5 Stadium             | 5 de Abril | 14:00 |
| JEF United Chiba           | 2 - 1 | Mito HollyHock   | Fukuda Denshi Arena       | 5 de Abril | 14:00 |
| Renofa Yamaguchi           | 1 - 1 | Ehime FC         | Ishin MetLife Stadium     | 5 de Abril | 14:00 |
| Roasso Kumamoto            | 0 - 0 | Kataller Toyama  | Egao Kenki Stadium        | 6 de Abril | 13:00 |
| Imabari                    | 4 - 1 | V-Varen Nagasaki | ASICS Satoyama            | 6 de Abril | 13:30 |

| Vegalta Sendai   | 0 - 0  | Imabari                    | Yurtec Stadium                | 12 de Abril | 13:00 |
| Mito HollyHock   | 3 - 1  | Hokkaido Consadole Sapporo | K's Denki Stadium             | 12 de Abril | 14:00 |
| Iwaki            | 0 - 1  | Montedio Yamagata          | Hawaiians Stadium             | 12 de Abril | 14:00 |
| V-Varen Nagasaki | 0 - 2. | Sagan Tosu                 | Estadio de la Paz de Nagasaki | 13 de Abril | 14:00 |
| Blaublitz Akita  | 1 - 2  | RB Omiya Ardija            | Soyu Stadium                  | 13 de Abril | 14:00 |
| Fujieda MYFC     | 2 - 3  | JEF United Chiba           | Fujieda Soccer Stadium        | 13 de Abril | 14:00 |
| Oita Trinita     | 1 - 1  | Tokushima Vortis           | Domo de Oita                  | 13 de Abril | 14:00 |
| Kataller Toyama  | 2 - 2  | Renofa Yamaguchi           | Estadio de Toyama             | 13 de Abril | 14:00 |
| Jubilo Iwata     | 1 - 1  | Roasso Kumamoto            | Yamaha Stadium                | 13 de Abril | 15:00 |
| Ehime            | 0 - 0  | Ventforet Kofu             | Ningenieer Stadium            | 13 de Abril | 16:00 |

| Ventforet Kofu             | 1 - 1 | V-Varen Nagasaki | JIT Recycle Ink Stadium    | 19 de Abril | 19:00 |
| Sagan Tosu                 | 2 - 2 | Renofa Yamaguchi | Ekimae Real Estate Stadium | 19 de Abril | 19:00 |
| Montedio Yamagata          | 2 - 3 | Ehime            | Estadio de Yamagata        | 19 de Abril | 19:00 |
| Roasso Kumamoto            | 0 - 1 | Vegalta Sendai   | Egao Kenko's Stadium       | 20 de Abril | 13:00 |
| Hokkaido Consadole Sapporo | 2 - 1 | Fujieda MYFC     | Domo de Sapporo            | 20 de Abril | 14:00 |
| Blaublitz Akita            | 2 - 1 | Jubilo Iwata     | Shoya Shodu Stadium        | 20 de Abril | 14:00 |
| JEF United Chiba           | 1 - 0 | Oita Trinita     | Fukuda Denshi Arena        | 20 de Abril | 14:00 |
| Imabari                    | 0 - 0 | RB Omiya Ardija  | ASICS Satoyama             | 20 de Abril | 14:00 |
| Kataller Toyama            | 1 - 2 | Iwaki            | Estadio de Toyama          | 20 de Abril | 14:00 |
| Tokushima Vortis           | 0 - 1 | Mito HollyHock   | Pocarisweet Stadium        | 20 de Abril | 14:00 |

| Fujieda MYFC     | 0 - 2 | Roasso Kumamoto            | Estado de Fujieda             | 25 de Abril | 19:00 |
| Jubilo Iwata     | 0 - 3 | Oita Trinita               | Yamaha Stadium                | 25 de Abril | 19:00 |
| JEF United Chiba | 3 - 1 | Blaublitz Akita            | Fukuda Denshi Arena           | 25 de Abril | 19:00 |
| RB Omiya Ardija  | 1 - 0 | Hokkaido Consadole Sapporo | NACK5 Stadium                 | 25 de Abril | 19:00 |
| V-Varen Nagasaki | 3 - 4 | Iwaki                      | Estadio de La Paz de Nagasaki | 25 de Abril | 19:00 |
| Vegalta Sendai   | 1 - 1 | Ehime                      | Yurtec Stadium                | 25 de Abril | 19:00 |
| Mito Hollyhock   | 0 - 0 | Venforet Kofu              | K'S Denki Stadium             | 25 de Abril | 19:00 |
| Sagan Tosu       | 2 - 1 | Montedio Yamagata          | Ekimae Real Estate Stadium    | 25 de Abril | 19:00 |
| Renofa Yamaguchi | 1 - 2 | Imabari                    | Ishin Met-LIfe Stadium        | 26 de Abril | 14:00 |
| Tokushima Vortis | 1 - 0 | Kataller Toyama            | Poccari Sweat Stadium         | 26 de Abril | 14:00 |

| Hokkaido Consadole Sapporo | 2 - 2  | V-Varen Nagasaki      | Domo de Sapporo         | 29 de Abril | 14:00 |
| Mito HollyHock             | 0 - 0  | Imabari               | K'S Denki Stadium       | 29 de Abril | 14:00 |
| Iwaki                      | 2 - 1  | Red Bull Omiya Ardija | Hawaiians Stadium       | 29 de Abril | 14:00 |
| Oita Trinita               | 1 - 0  | Sagan Tosu            | Domo de Oita            | 29 de Abril | 14:00 |
| Kataller Toyama            | 0 - 0' | Montedio Yamagata     | Estadio de Toyama       | 29 de Abril | 14:00 |
| Roasso Kumamoto            | 0 - 0  | JEF United Chiba      | Egao's Kenko            | 29 de Abril | 14:00 |
| Ventforet Kofu             | 1 - 2  | Vegalta Sendai        | JIT Recycle Ink Stadium | 29 de Abril | 14:00 |
| Blaublitz Akita            | 0 - 2  | Tokushima Vortis      | Shoyu Shoda Stadium     | 29 de Abril | 14:00 |
| Ehime                      | 2 - 4  | Fujieda MYFC          | Ningenieer Stadium      | 29 de Abril | 15:00 |
| Jubilo Iwata               | 0 - 1  | Renofa Yamaguchi      | Yamaha Stadium          | 29 de Abril | 15:00 |

| Vegalta Sendai    | 3 - 1 | Renofa Yamaguchi           | Yurtec Stadium         | 3 de Mayo | 13:00 |
| Iwaki             | 1 - 1 | Blaublitz Akita            | Hawaiians Stadium      | 3 de Mayo | 13:00 |
| Ventforet Kofu    | 0 - 2 | Tokushima Vortis           | Recycle Ink Stadium    | 3 de Mayo | 13:30 |
| Fujieda           | 0 - 2 | Mito Hollyhock             | Fujieda Soccer Stadium | 3 de Mayo | 14:00 |
| Oita Trinita      | 1 - 0 | Roasso Kumamoto            | Domo de Oita           | 3 de Mayo | 14:00 |
| RB Omiya Ardija   | 2 - 2 | Kataller Toyama            | NACK5 Stadium          | 3 de Mayo | 14:00 |
| Imabari           | 3 - 3 | Jubilo Iwata               | ASICS Stadium          | 3 de Mayo | 14:00 |
| Montedio Yamagata | 0 - 1 | Hokkaido Consadole Sapporo | Estadio de Yamagata    | 3 de Mayo | 14:00 |
| Sagan Tosu        | 1 - 1 | JEF United Chiba           | Ekimae Real State      | 3 de Mayo | 14:00 |
| V-Varen Nagasaki  | 1 - 1 | Ehime                      | Nagasaki Peace Stadium | 3 de Mayo | 16:00 |

| Vegalta Sendai              | 2 - 1 | Fujida MYFC      | Yurtec Stadium            | 6 de Mayo | 13:00 |
| Kataller Toyama             | 1 - 2 | V-Varen Nagasaki | Estadio de Toyama         | 6 de Mayo | 13:55 |
| Renofa Yamaguchi            | 1 - 2 | Mito Hollyhock   | Ishin Met-Life Stadium    | 6 de Mayo | 14:00 |
| Montedio Yamagata           | 3 - 0 | Oita Trinita     | Estadio de Tendo          | 6 de Mayo | 14:00 |
| Hokkaiddo Consadole Sapporo | 2 - 4 | Jubilo Iwata     | Domo de Sapporo           | 6 de Mayo | 14:00 |
| Roasso Kumamoto             | 0 - 1 | Imabari          | Egao Kenko's Stadium      | 6 de Mayo | 15:00 |
| BLaublitz Akita             | 0 - 1 | Ventforet Kofu   | Shodu Soya Stadium        | 6 de Mayo | 15:00 |
| Ehime                       | 1 - 1 | Iwaki            | Ningeenier Stadium        | 6 de Mayo | 15:00 |
| Tokushima Vortis            | 0 - 1 | Sagan Tosu       | Pocari Sweet Stadium      | 6 de Mayo | 15:50 |
| JEF United Chiba            | 1 - 2 | RB Omiya Ardija  | Estadio Nacional de Tokio | 6 de Mayo | 16:00 |

| RB Omiya Ardija  | 3 - 0 | Vegalta Sendai             | Nack5 Stadium                 | 10 de Mayo | 14:00 |
| Jubilo Iwata     | 1 - 0 | Fujieda MYFC               | Yamaha Stadium                | 11 de Mayo | 13:00 |
| Iwaki            | 1 - 1 | Hokkaido Consadole Sapporo | Hawaiians Stadium             | 11 de Mayo | 13:00 |
| Tokushima Vortis | 2 - 0 | Renofa Yamaguchi           | Poccari Sweat Stadium         | 11 de Mayo | 14:00 |
| Mito HollyHock   | 2 - 1 | Blaublitz Akita            | K'S Denki Stadium             | 11 de Mayo | 14:00 |
| Imabari          | 0 - 1 | JEF United Chiba           | ASICS Satoyama Stadium        | 11 de Mayo | 14:00 |
| V-Varen Nagasaki | 1 - 1 | Montedio Yamagata          | Estadio de la Paz de Nagasaki | 11 de Mayo | 14:00 |
| Sagan Tosu       | 0 - 0 | Ventforet Kofu             | Ekimae Stadium                | 11 de Mayo | 14:00 |
| Kataller Toyama  | 1 - 1 | Oita Tinita                | Estadio de Toyama             | 11 de Mayo | 14:05 |
| Roasso Kumamoto  | 1 - 1 | Ehime                      | Egao Kenko Stadium            | 11 de Mayo | 15:00 |

| Ventforet Kofu             | 1 - 0 | Imabari           | JIT Recycle Ink Stadium | 17 de Mayo | 13:30 |
| Hokkaido Consadole Sapporo | 2 - 1 | Kataller Toyama   | Domo de Sapporo         | 17 de Mayo | 14:00 |
| Jubilo Iwata               | 2 - 0 | Iwaki             | Yamaha Stadium          | 17 de Mayo | 14:00 |
| Blaublitz Akita            | 1 - 2 | Sagan Tosu        | Soyu Stadium            | 17 de Mayo | 14:00 |
| Fujieda MYFC               | 0 - 1 | RB Omiya Ardija   | Estadio de Fujieda      | 17 de Mayo | 14:00 |
| JEF United Chiba           | 0 - 0 | Vegalta Sendai    | Fukuda Denshi Arena     | 17 de Mayo | 14:00 |
| Mito HollyHock             | 2 - 1 | Roasso Kumamoto   | K's Denki Stadium       | 17 de Mayo | 14:00 |
| Oita Trinita               | 1 - 2 | V-Varen Nagasaki  | Estadio de Oita         | 18 de Mayo | 14:00 |
| Renofa Yamaguchi           | 1 - 0 | Montedio Yamagata | Ishin-Met Life Stadium  | 18 de Mayo | 14:00 |
| Ehime                      | 0 - 2 | Tokushima Vortis  | Ningenieer Stadium      | 18 de Mayo | 18:00 |

| Iwaki             | 1 - 2 | Vegalta Sendai             | Hawaiians Stadium             | 25 de Mayo | 13:00         |
| Renofa Yamaguchi  | 0 - 0 | Fujieda MYFC               | Ishin-Met Life Stadium        | 25 de Mayo | 14:00         |
| Montedio Yamagata | 0 - 4 | Ventforet Kofu             | Estadio Yamagata Tendo        | 25 de Mayo | 14:00         |
| Tokushima Vortis  | 0 - 0 | Jubilo Iwata               | Poccari Sweet Stadium         | 25 de Mayo | 14:00         |
| V-Varen Nagasaki  | 1 - 0 | JEF United Chiba           | Estadio de la Paz de Nagasaki | 25 de Mayo | 14:00         |
| Sagan Tosu        | 2 - 1 | Hokkaido Consadole Sapporo | Ekimae Real Estate            | 25 de Mayo | 14:00         |
| Roasso Kumamoto   | 1 - 2 | Blaublitz Akita            | Egao Kenko Stadium            | 25 de Mayo | 16:00         |
| Imabari           | 1 - 1 | Oita Trinita               | ASICS Satoyama Stadium        | 7 de Junio | 18:00         |
| Kataller Toyama   | 0 - 1 | Mito HollyHock             | 8 de Junio                    | 14:00      |               |
| RB Omiya Ardija   | 1 - 1 | Ehime                      | 8 de Junio                    | 14:00      | NACK5 Stadium |

| Vegalta Sendai   | 1 - 1 | Hokkaido Consadole Sapporo | Yurtec Stadium         | 31 De Mayo | 14:00 |
| Sagan Tosu       | 2 - 2 | Ehime                      | Ekimae Real Estate     | 31 De Mayo | 14:00 |
| RB Omiya Ardija  | 2 - 2 | Jubilo Iwata               | NACK5 Stadium          | 31 De Mayo | 14:00 |
| Mito HollHock    | 3 - 0 | V-Varen Nagasaki           | K's Denki Stadium      | 31 De Mayo | 14:00 |
| JEF United Chiba | 0 - 0 | Renofa Yamaguchi           | Fukuda Denshi Arena    | 31 De Mayo | 14:00 |
| Fujieda MYFC     | 2 - 1 | Montedio Yamagata          | Fujieda Soccer Stadium | 31 De Mayo | 14:00 |
| Blaubliz Akita   | 2 - 2 | Kataller Toyama            | Shoda Soyu Stadium     | 31 De Mayo | 14:00 |
| Imabari          | 0 - 1 | Tokushima Vortis           | ASICS Satoama Stadium  | 31 De Mayo | 18:05 |
| Oita Trinita     | 2 - 1 | Ventforet Kofu             | Domo de Oita           | 31 De Mayo | 19:00 |
| Iwaki            | 5 - 1 | Roasso Kumamoto            | Hawaiians Stadium      | 1 de Junio | 19:00 |

| Mito HollyHock             | 1 - 0 | Sagan Tosu       | K'S Denki Stadium             | 14 de Junio | 18:00 |
| Renofa Yamaguchi           | 2 - 2 | Iwaki            | IshinMet-Life Stadium         | 15 de Junio | 14:00 |
| Kataller Toyama            | 0 - 1 | Fujieda MYFC     | Estadio de Toyama             | 15 de Junio | 14:00 |
| Hokkaido Consadole Sapporo | 2 - 2 | Imabari          | Domo de Sapporo               | 15 de Junio | 14:00 |
| Montedio Yamagata          | 3 - 4 | Vegalta Sendai   | Estadio de Yamagata Tendo     | 15 de Junio | 16:00 |
| V-Varen Nagasaki           | 3 - 3 | RB Omiya Ardija  | Estadio de la Paz de Nagasaki | 15 de Junio | 17:00 |
| Jubilo Iwata               | 4 - 0 | Ehime            | Yamaha Stadium                | 15 de Junio | 17:00 |
| Oita Trinita               | 1 - 2 | Blaublitz Akita  | Domo de Oita                  | 15 de Junio | 18:00 |
| Ventforet Kodu             | 1 - 1 | Roasso Kumamoto  | JIT Recycle Ink Stadium       | 15 de Junio | 18:30 |
| Tokushima Vortis           | 3 - 3 | JEF United Chiba | Poccari Sweet Stadium         | 15 de Junio | 19:00 |

### Segunda vuelta
| Iwaki            | 3 - 1 | Kataller Toyama            | Hawaiians Stadium     | 21 de Junio | 16:00 |
| Imabari          | 1 - 2 | Mito HolyHock              | ASICS Satoyama        | 21 de Junio | 18:00 |
| Ehime            | 2 - 0 | Renofa Yamaguchi           | Ningeenier Stadium    | 21 de Junio | 18:00 |
| Tokushima Vortis | 2 - 0 | Oita Trinita               | Poccari Sweet Stadium | 21 de Junio | 19:00 |
| RB Omiya Ardija  | 0 - 0 | Sagan Tosu                 | NACK5 Stadium         | 21 de Junio | 19:00 |
| JEF United Chiba | 0 - 1 | Jubilo Iwata               | Fukuda Denshi Arena   | 21 de Junio | 19:00 |
| Fujieda MYFC     | 1 - 3 | Hokkaido Consadole Sapporo | Estadio de Fujieda    | 21 de Junio | 19:00 |
| Roasso Kumamoto  | 1 - 3 | V-Varen Nagasaki           | Egao's Kenko Stadium  | 22 de Junio | 13:35 |
| Blaublitz Akita  | 0 - 1 | Montedio Yamagata          | Shoda Soyu Stadium    | 22 de Junio | 14:00 |
| Vegalta Sendai   | 0 - 0 | Ventforet Kofu             | Yurtec Stadium        | 22 de Junio | 18:00 |

| Hokkaido Consadole Sapporo | 3 - 2 | Roasso Kumamoto  | Domo de Sapporo        | 28 de Junio | 14:00 |
| Mito HollyHock             | 1 - 1 | Tokushima Vortis | K's Denki Stadium      | 28 de Junio | 18:00 |
| Kataller Toyama            | 1 - 0 | JEF United Chiba | Estadio de Toyama      | 28 de Junio | 18:00 |
| Venforet Kofu              | 0 - 0 | Ehime            | JIT Recycle Stadium    | 28 de Junio | 18:30 |
| Sagan Tosu                 | 1 - 0 | Iwaki            | Ekimae Real Estate     | 28 de Junio | 19:00 |
| Renofa Yamaguchi           | 1 - 1 | Blaublitz Akita  | Ishin-Met Life Stadium | 28 de Junio | 19:00 |
| Oita Trinita               | 0 - 0 | RB Omiya Ardija  | Domo de Oita           | 28 de Junio | 19:00 |
| Montedio Yamagata          | 1 - 2 | V-Varen Nagasaki | Estadio Yamagata Tendo | 28 de Junio | 19:00 |
| Fujieda MYFC               | 0 - 0 | Imabari          | Fujieda Soccer Stadium | 28 de Junio | 19:00 |
| Jubilo Iwata               | 0 - 1 | Vegalta Sendai   | Estadio Yamaha         | 28 de Junio | 19:30 |

| Hokkaido Consadole Sapporo | 1 - 0 | Renofa Yamaguchi  | Domo de Sapporo               | 5 de Julio | 14:00 |
| V-Varen Nagasaki           | 1 - 0 | Oita Trinita      | Estadio de la Paz de Nagasaki | 5 de Julio | 18:00 |
| Blaublitz Akita            | 0 - 2 | Mito HollyHock    | Shoda Soyu Stadium            | 5 de Julio | 18:00 |
| Vegalta Sendai             | 0 - 1 | Kataller Toyama   | Yurtec Stadium                | 5 de Julio | 19:00 |
| Tokushima Vortis           | 0 - 2 | Fujieda MYFC'     | Poccari Sweet Stadium         | 5 de Julio | 19:00 |
| RB Omiya Ardija            | 1 - 2 | Iwaki             | NACK5 Stadium                 | 5 de Julio | 19:00 |
| JEF United Chiba           | 0 - 2 | Sagan Tosu        | Fukuda Denshi Arena           | 5 de Julio | 19:00 |
| Imabari                    | 2 - 4 | Ventforet Kofu    | ASICS Satoyama Stadium        | 5 de Julio | 19:00 |
| Roasso Kumamoto            | 2 - 0 | Jubilo Iwata      | Egao's Kenko Stadium          | 6 de Julio | 18:00 |
| Ehime                      | 1 - 3 | Montedio Yamagata | Ningeenier Stadium            | 6 de Julio | 19:00 |

| Blaublitz Akita   | 3 - 2 | Roasso Kumamoto            | Soyu Stadium               | 12 de Julio | 18:00 |
| Mito HollyHock    | 3 - 0 | Kataller Toyama            | K's Denki Stadium          | 12 de Julio | 18:00 |
| Iwaki             | 1 - 1 | V-Varen Nagasaki           | Hawaiians Stadium          | 12 de Julio | 18:00 |
| Imabari           | 1 - 0 | Ehime                      | ASICS Satoyama Stadium     | 12 de Julio | 18:00 |
| Ventforet Kofu    | 1 - 0 | RB Omiya Ardija            | JIT Recycle Ink Stadium    | 12 de Julio | 18:30 |
| Renofa Yamaguchi  | 0 - 0 | Tokushima Vortis           | Ishin-Met Life Stadium     | 12 de Julio | 19:00 |
| Fujieda MYFC      | 1 - 1 | Renofa Yamaguchi           | Fujieda Soccer Stadium     | 12 de Julio | 19:00 |
| Montedio Yamagata | 0 - 1 | JEF United Chiba           | Estadio Yamagata Tendo     | 12 de Julio | 19:00 |
| Sagan Tosu        | 2 - 1 | Oita Trinita               | Ekimae Real Estate Stadium | 12 de Julio | 19:00 |
| Jubilo Iwata      | 2 - 1 | Hokkaido Consadole Sapporo | Yamaha Stadium             | 12 de Julio | 19:30 |

| Hokkaido Consadole Sapporo | 2 - 1 | Sagan Tosu        | Domo de Sapporo               | 2 de Agosto | 14:00 |
| Kataller Toyama            | 0 - 2 | RB Omiya Ardija   | Estadio de Toyama             | 2 de Agosto | 18:00 |
| V-Varen Nagasaki           | 0 - 0 | Vegalta Sendai    | Estadio de la Paz de Nagasaki | 2 de Agosto | 18:00 |
| Ventforet Kofu             | 1 - 3 | Montedio Yamagata | JIT Recycle Stadium           | 2 de Agosto | 18:30 |
| JEF United Chiba           | 2 - 2 | Iwaki             | Fukuda Denshi Arena           | 2 de Agosto | 19:00 |
| Fujieda MYFC               | 2 - 2 | Renofa Yamaguchi  | Fujieda Soccer Stadium        | 2 de Agosto | 19:00 |
| Tokushima Vortis           | 1 - 0 | Ehime             | Poccari Sweet Stadium         | 2 de Agosto | 19:00 |
| Oita Trinita               | 0 - 1 | 'Imabari          | Domo de Oita                  | 2 de Agosto | 19:00 |
| Jubilo Iwata               | 1 - 4 | Blaublitz Akita   | Estadio Yamaha                | 2 de Agosto | 19:30 |
| Roasso Kumamoto            | 2 - 1 | Mito Hollyhock    | Estadio Egao Kenko            | 3 de Agosto | 19:00 |

| V-Varen Nagasaki  | 2 - 1 | Hokkaido Consadole Sapporo | Estadio de la Paz de Nagasaki | 9 de Agosto  | 18:00 |
| Blaublitz Akita   | 0 - 0 | Fujieda MYFC               | Shodu Shoya Stadium           | 9 de Agosto  | 18:00 |
| RB Omiya Ardija   | 0 - 1 | JEF United Chiba           | Estadio NACK5                 | 9 de Agosto  | 19:00 |
| Oita Trinita      | 2 - 2 | Kataller Toyama            | Domo de Oita                  | 9 de Agosto  | 19:00 |
| Imabari           | 3 - 2 | Roasso Kumamoto            | Estadio ASICS Satoyama        | 9 de Agosto  | 19:00 |
| Iwaki             | 3 - 1 | Jubilo Iwata               | Estadio Hawaiians             | 10 de Agosto | 18:00 |
| Montedio Yamagata | 1 - 2 | Mito HollyHock             | Estadio Yamagata Tendo        | 10 de Agosto | 19:00 |
| Ehime             | 0 - 1 | Sagan Tosu                 | Estadio Ningineer             | 10 de Agosto | 19:00 |
| Vegalta Sendai    | 0 - 2 | Tokushima Vortis           | Estadio Yurtec                | 10 de Agosto | 19:00 |
| Renofa Yamaguchi  | 0 - 1 | Ventforet Kofu             | Estadio Ishin-Met Life        | 11 de Agosto | 19:00 |

| Hokkaido Consadole Sapporo | 0 - 2 | Blaublitz Akita  | Domo de Sapporo            | 16 de Agosto | 14:00 |
| Kataller Toyama            | 1 - 2 | Imabari          | Estadio de Toyama          | 16 de Agosto | 18:00 |
| Mito HollyHock             | 1 - 3 | Jubilo Iwata     | Estadio K'S Denki          | 16 de Agosto | 18:00 |
| JEF United Chiba           | 1 - 0 | Tokushima Vortis | Fukuda Denshi Arena        | 16 de Agosto | 19:00 |
| Montedio Yamagata          | 1 - 0 | Iwaki            | Estadio Yamagata Tendo     | 16 de Agosto | 19:00 |
| Renofa Yamaguchi           | 2 - 2 | Vegalta Sendai   | Estadio Ishin Met-Life     | 16 de Agosto | 19:00 |
| Roasso Kumamoto            | 2 - 1 | Fujieda MYFC     | Estadio Egao Kenko         | 16 de Agosto | 19:00 |
| Ventforet Kofu             | 2 - 0 | Oita Trinita     | Estadio JIT Recycle Ink    | 17 de Agosto | 18:30 |
| Ehime                      | 0 - 3 | RB Omiya Ardija  | Estadio Ningeenier         | 17 de Agosto | 19:00 |
| Sagan Tosu                 | 1 - 2 | V-Varen Nagasaki | Estadio Ekimae Real Estate | 17 de Agosto | 19:00 |

| Blaublitz Akita  | VS. | Imabari                    | Estadio Shodu Shoya           | 23 de Agosto | 18:00 |
| Iwaki            | VS. | Oita Trinita               | Estadio Hawaiians             | 23 de Agosto | 18:00 |
| Ventforet Kofu   | VS. | Hokkaido Consadole Sapporo | Estadio JIT Recycle Ink       | 23 de Agosto | 18:30 |
| Fujieda MYFC     | VS. | Ehime                      | Estadio Fujieda Soccer        | 23 de Agosto | 19:00 |
| RB Omiya Ardija  | VS. | Roasso Kumamoto            | Estadio NACK5                 | 23 de Agosto | 19:00 |
| Sagan Tosu       | VS. | Mito HollyHock             | Estadio Ekimae Real Estate    | 23 de Agosto | 19:00 |
| Tokushima Vortis | VS. | Montedio Yamagata          | Estadio Poccari Sweet         | 23 de Agosto | 19:00 |
| Jubilo Iwata     | VS. | Kataller Toyama            | Estadio Yamaha                | 23 de Agosto | 19:30 |
| V-Varen Nagasaki | VS. | Renofa Yamaguchi           | Estadio de La Paz de Nagasaki | 24 de Agosto | 18:00 |
| Vegalta Sendai   | VS. | JEF United Chiba           | Estadio Yurtec                | 24 de Agosto | 19:00 |

| Hokkaido Consadole Sapporo | VS. | RB Omiya Ardija  | Domo de Sapporo               | 30 de Agosto | 14:00 |
| Mito HollyHock             | VS. | Renofa Yamaguchi | Estadio K's Denki             | 30 de Agosto | 18:00 |
| Kataller Toyama            | VS. | Roasso Kumamoto  | Estadio de Toyama             | 30 de Agosto | 18:30 |
| Imabari                    | VS. | Iwaki            | ASICS Satoyama                | 30 de Agosto | 19:00 |
| JEF United Chiba           | VS. | Ventforet Kofu   | Fukuda Denshi Arena           | 30 de Agosto | 19:00 |
| Montedio Yamagata          | VS. | Sagan Tosu       | Estadio Yamagata Tendo        | 30 de Agosto | 19:00 |
| Tokushima Vortis           | VS. | Blaublitz Akita  | Estadio Poccari Sweet         | 30 de Agosto | 19:00 |
| V-Varen Nagasaki           | VS. | Fujieda MYFC     | Estadio de la Paz de Nagasaki | 31 de Agosto | 18:00 |
| Ehime                      | VS. | Vegalta Sendai   | Estadio Ningeenier            | 31 de Agosto | 19:00 |
| Oita Trinita               | VS. | Jubilo Iwata     | Domo de Oita                  | 31 de Agosto | 19:00 |

| Hokkaido Consadole Sapporo | VS. | Iwaki            | Domo de Sapporo         | 13 de Septiembre | 14:00 |
| Fujieda MYFC               | VS. | Oita Trinita     | Estadio Fujieda Soccer  | 13 de Septiembre | 18:00 |
| Jubilo Iwata               | VS. | Imabari          | Estadio Yamaha          | 13 de Septiembre | 18:00 |
| Vegalta Sendai             | VS. | Mito HollyHock   | Estadio Yurtec          | 13 de Septiembre | 18:00 |
| Ventforet Kofu             | VS. | Sagan Tosu       | Estadio JIT Recycle Ink | 13 de Septiembre | 18:30 |
| RB Omiya Ardija            | VS. | V-Varen Nagasaki | Estadio NACK5           | 13 de Septiembre | 19:00 |
| Blaublitz Akita            | VS. | Ehime            | Estadio Shodu Shoya     | 14 de Septiembre | 19:00 |
| Montedio Yamagata          | VS. | Kataller Toyama  | Estadio de Yamagata     | 14 de Septiembre | 19:00 |
| Renofa Yamaguchi           | VS. | JEF United Chiba | Estadio Ishin-Met Life  | 14 de Septiembre | 19:00 |
| Roasso Kumamoto            | VS. | Tokushima Vortis | Estadio Egao Kenko      | 15 de Septiembre | 19:00 |

| Fujieda MYFC     | VS. | Jubilo Iwata               | Estado Fujieda Soccer         | 20 de Sepriembre | 13:55 |
| Iwaki            | VS. | Mito HollyHock             | Estadio Hawaiians             | 20 de Sepriembre | 18:00 |
| Tokushima Vortis | VS. | Hokkaido Consadole Sapporo | Estadio Poccari Sweet         | 20 de Sepriembre | 18:00 |
| Vegalta Sendai   | VS. | Montedio Yamagata          | Estadio Yurtec                | 20 de Sepriembre | 18:00 |
| V-Varen Nagasaki | VS. | Kataller Toyama            | Estadio de la Paz de Nagasaki | 20 de Sepriembre | 18:00 |
| Ventforet Kofu   | VS. | Blaublitz Akita            | Estadio JIT Recycle Ink       | 20 de Sepriembre | 18:30 |
| Ehime            | VS. | JEF United Chiba           | Estadio Ningeenier            | 20 de Sepriembre | 19:00 |
| Oita Trinita     | VS. | Renofan Yamaguchi          | Domo de Oita                  | 20 de Sepriembre | 19:00 |
| RB Omiya Ardija  | VS. | Imabari                    | Estadio NACK5                 | 20 de Sepriembre | 19:00 |
| Sagan Tosu       | VS. | Roasso Kumamoto            | Estadio Ekimae Real Estate    | 20 de Sepriembre | 19:00 |

| Hokkaido Consadole Sapporo | VS. | Vegalta Sendai   | Domo de Sapporo     | 27 de Septiembre | 14:00 |
| Iwaki                      | VS. | Ventforet Kofu   | Estadio Hawaiians   | 27 de Septiembre | 18:00 |
| JEF United Chiba           | VS. | Roasso Kumamoto  | Fukuda Denshi Arena | 27 de Septiembre | 18:00 |
| Montedio Yamagata          | VS. | Renofa Yamaguchi | Estadio de Yamagata | 27 de Septiembre | 18:00 |
| Imabari                    | VS. | Sagan Tosu       | ASICS Satoyama      | 27 de Septiembre | 19:00 |
| Jubilo Iwata               | VS. | RB Omiya Ardija  | Estadio Yamaha      | 27 de Septiembre | 19:00 |
| Ehime                      | VS. | Oita Trinita     | Estadio Ningeenier  | 27 de Septiembre | 19:00 |
| Blaublitz Akita            | VS. | V-Varen Nagasaki | Estadio Shodu Soya  | 28 de Septiembre | 13:00 |
| Mito HollyHock             | VS. | Fujieda MYFC     | Estadio K's Denki   | 28 de Septiembre | 14:00 |
| Kataller Toyama            | VS. | Tokushima Vortis | Estadio de Toyama   | 28 de Septiembre | 15:00 |

| Fujieda MYFC               | VS. | Kataller Toyama   | Estadio Fujieda Soccer  | 4 de Octubre | 14:00 |
| Hokkaido Consadole Sapporo | VS. | Montedio Yamagata | Domo de Sapporo         | 4 de Octubre | 14:00 |
| JEF United Chiba           | VS. | V-Varen Nagasaki  | Fukuda Denshi Arena     | 4 de Octubre | 14:00 |
| Vegalta Sendai             | VS. | RB Omiya Ardija   | Estadio Yurtec          | 4 de Octubre | 15:00 |
| Ventforet Kofu             | VS. | Jubilo Iwata      | Estadio Jit Recycle Ink | 4 de Octubre | 16:00 |
| Blaublitz Akita            | VS. | Oita Trinita      | Estadio Shodu Shoya     | 5 de Octubre | 14:00 |
| Renofa Yamaguchi           | VS. | Sagan Tosu        | Estadio Ishin-Met Life  | 5 de Octubre | 14:00 |
| Tokushima Vortis           | VS. | Imabari           | Estadio Poccari Sweet   | 5 de Octubre | 14:00 |
| Roasso Kumamoto            | VS. | Iwaki FC          | Estadio Egao Kenko      | 5 de Octubre | 15:00 |
| Ehime                      | VS. | Mito HollyHock    | Estadio Ningeenier      | 5 de Octubre | 16:00 |

| Iwaki             | VS. | Ehime                      | Estadio Hawaiians             | 18 de Octubre | 14:00 |
| RB Omiya Ardija   | VS. | Fujieda MYFC               | Estadio NACK5                 | 18 de Octubre | 14:00 |
| Sagan Tosu        | VS. | Blaublitz Akita            | Estadio Ekimae Real Estate    | 18 de Octubre | 14:00 |
| Jubilo Iwata      | VS. | Tokushima Vortis           | Estadio Yamaha                | 18 de Octubre | 17:00 |
| V-Varen Nagasaki  | VS. | Ventforet Kofu             | Estadio de la Paz de Nagasaki | 18 de Octubre | 17:00 |
| Kataller Toyama   | VS. | Hokkaido Consadole Sapporo | Estadio de Toyama             | 19 de Octubre | 12:55 |
| Imabari           | VS. | Renofa Yamaguchi           | Estadio ASICS Satoyama        | 19 de Octubre | 13:00 |
| Montedio Yamagata | VS. | Roasso Kumamoto            | Estadio Yamagata Tendo        | 19 de Octubre | 14:00 |
| Oita Trinita      | VS. | Vegalta Sendai             | Domo de Oita                  | 19 de Octubre | 14:00 |
| Mito HollyHock    | VS. | JEF United Chiba           | Estadio K'S Denki             | 19 de Octubre | 16:00 |

| Fujieda MYFC               | VS. | Jubilo Iwata     | Estadio Fujieda Soccer        | 25 de Octubre | 14:00 |
| V-Varen Nagasaki           | VS. | Imabari          | Estadio de la Paz de Nagasaki | 25 de Octubre | 14:00 |
| Hokkaido Consadole Sapporo | VS. | Mito HollyHock   | Domo de Sapporo               | 26 de Octubre | 13:00 |
| Montedio Yamagata          | VS. | RB Omiya Ardija  | Estadio Yamagata Tendo        | 26 de Octubre | 13:00 |
| Tokushima Vortis           | VS. | Iwaki            | Estadio Poccari Sweet         | 26 de Octubre | 13:05 |
| Blaublitz Akita            | VS. | JEF United Chiba | Estadio Shodu Shoya           | 26 de Octubre | 14:00 |
| Renofa Yamaguchi           | VS. | Kataller Toyama  | Estadio Ishin-Met Life        | 26 de Octubre | 14:00 |
| Roasso Kumamoto            | VS. | Oita Trinita     | Estadio Egao Kenko            | 26 de Octubre | 14:00 |
| Vegalta Sendai             | VS. | Sagan Tosu       | Estadio Yurtec                | 26 de Octubre | 14:00 |
| Ehime                      | VS. | Jubilo Iwata     | Estadio Ningeenier            | 26 de Octubre | 16:00 |

| Imabari          | VS. | Vegalta Sendai             | Estadio ASICS Satoyama  | 2 de Noviembre | 14:00 |
| Iwaki            | VS. | Fujieda                    | Estadio Hawaiians       | 2 de Noviembre | 14:00 |
| JEF United Chiba | VS. | Hokkaido Consadole Sapporo | Fukuda Denshi Arena     | 2 de Noviembre | 14:00 |
| Jubilo Iwata     | VS. | V-Varen Nagasaki           | Estadio Yamaha          | 2 de Noviembre | 14:00 |
| Kataller Toyama  | VS. | Ehime                      | Estadio de Toyama       | 2 de Noviembre | 14:00 |
| RB Omiya Ardija  | VS. | Blaublitz Akita            | Estadio NACK5           | 2 de Noviembre | 14:00 |
| Roasso Kumamoto  | VS. | Renofa Yamaguchi           | Estadio Egao Kenko      | 2 de Noviembre | 14:00 |
| Sagan Tosu       | VS. | Tokushima Vortis           | Ekimae Real Estate      | 2 de Noviembre | 14:00 |
| Ventforet Kofu   | VS. | Mito HollyHock             | Estadio JIT Recycle Ink | 2 de Noviembre | 14:00 |
| Oita Trinita     | VS. | Montedio Yamagata          | Domo de Oita            | 2 de Noviembre | 14:30 |

| Hokkaido Consadole Sapporo | VS. | Oita Trinita     | Domo de Sapporo        | 8 de Noviembre | 14:00 |
| Ehime                      | VS. | V-Varen Nagasaki | Estadio Ningeenier     | 8 de Noviembre | 14:30 |
| Kataller Toyama            | VS. | Sagan Tosu       | Estadio de Toyama      | 9 de Noviembre | 13:00 |
| Vegalta Sendai             | VS. | Roasso Kumamoto  | Estadio Yurtec         | 9 de Noviembre | 13:00 |
| Blaublitz Akita            | VS. | Iwaki            | Estadio Shodu Shoya    | 9 de Noviembre | 14:00 |
| JEF United Chiba           | VS. | Fujieda MYFC     | Fukuda Denshi Arena    | 9 de Noviembre | 14:00 |
| Mito HollyHock             | VS. | RB Omiya Ardija  | Estadio K'S Denki      | 9 de Noviembre | 14:00 |
| Montedio Yamagata          | VS. | Imabari          | Estadio Yamagata Tendo | 9 de Noviembre | 14:00 |
| Renofa Yamaguchi           | VS. | Jubilo Iwata     | Estadio Ishin-Met Life | 9 de Noviembre | 14:00 |
| Tokushima Vortis           | VS. | Ventforet Kofu   | Estadio Poccari Sweet  | 9 de Noviembre | 14:00 |

| Oita Trinita     | VS. | JEF United Chiba           | Domo Oita                     | 23 de Noviembre | 13:00 |
| V-Varen Nagasaki | VS. | Mito HollyHock             | Estadio de la Paz de Nagasaki | 23 de Noviembre | 13:05 |
| Blaublitz Akita  | VS. | Vegalta Sendai             | Estadio Shodu Shoya           | 23 de Noviembre | 14:00 |
| Imabari          | VS. | Hokkaido Consadole Sapporo | Estadio ASICS Satoyama        | 23 de Noviembre | 14:00 |
| Fujieda MYFC     | VS. | Sagan Tosu                 | Estadio Fujieda Soccer        | 23 de Noviembre | 14:00 |
| Iwaki            | VS. | Renofa Yamaguchi           | Estadio Hawaiians             | 23 de Noviembre | 14:00 |
| Jubilo Iwata     | VS. | Montedio Yamagata          | Estadio Yamaha                | 23 de Noviembre | 14:00 |
| RB Omiya Ardija  | VS. | Tokushima Vortis           | Estadio NACK5                 | 23 de Noviembre | 14:00 |
| Ventforet Kofu   | VS. | Kataller Toyama            | Estadio Jit Recycle Ink       | 23 de Noviembre | 14:00 |
| Ehime            | VS. | Renofa Yamaguchi           | Estadio Ningeenier            | 23 de Noviembre | 16:00 |

| Hokkaido Consadole Sapporo | VS. | Ehime            | Domo de Sapporo        | 29 de Noviembre | 14:00 |
| JEF United Chiba           | VS. | Imabari          | Fukuda Denshi Arena    | 29 de Noviembre | 14:00 |
| Kataller Toyama            | VS. | Blaublitz Akita  | Estadio de Toyama      | 29 de Noviembre | 14:00 |
| Mito HollyHock             | VS. | Oita Trinita     | Estadio K'S Denki      | 29 de Noviembre | 14:00 |
| Montedio Yamagata          | VS. | Fujieda MYFC     | Estadio de Yamagata    | 29 de Noviembre | 14:00 |
| Renofa Yamaguchi           | VS. | RB Omiya Ardija  | Estadio Ishin-Met Life | 29 de Noviembre | 14:00 |
| Roasso Kumamoto            | VS. | Ventforet Kofu   | Estadio Egao Kenko     | 29 de Noviembre | 14:00 |
| Sagan Tosu                 | VS. | Jubilo Iwata     | Ekimae Real Estate     | 29 de Noviembre | 14:00 |
| Tokushima Vortis           | VS. | V-Varen Nagasaki | Estadio Poccari Sweet  | 29 de Noviembre | 14:00 |
| Vegalta Sendai             | VS. | Iwaki            | Estadio Yurtec         | 29 de Noviembre | 14:00 |

## Play-Off
En la temporada 2025 se aplicó el formato habitual. El play-off se disputó a partir de la fase de semifinales, donde los enfrentamientos estaban previamente determinados. Basado en las posiciones de J2 al final de la temporada regular: el equipo tercero jugó contra el sexto, mientras que el cuarto jugó contra el quinto. Los ganadores de las semifinales jugaron la final del play-off, siendo el ganador el ascendido a la J1 League.
En caso de empate en cualquiera de los partidos del reducido, el equipo con la mejor clasificación se clasificó para la siguiente fase. El orden de colocación actualmente fue: J2 3.º, 4.º, 5.º y 6.º lugar.
Para la temporada 2025, tres equipos ascendieron a la J1 League 2026-27. 
|  | Semifinales | Semifinales | Semifinales |  |  | Final | Final | Final |  |
|  | TBA         | TBA         | TBA         |  |  | TBA   | TBA   | TBA   |  |
|  |             |             |             |  |  |       |       |       |  |
|  |             |             |             |  |  |       |       |       |  |
|  | 3           | Puesto 3    |             |  |  |       |       |       |  |
|  | 3           | Puesto 3    |             |  |  |       |       |       |  |
|  | 6           | Puesto 6    |             |  |  |       |       |       |  |
|  | 6           | Puesto 6    |             |  |  |       |       |       |  |
|  |             |             |             |  |  |       |       |       |  |
|  |             |             |             |  |  |       |       |       |  |
|  | 4           | Puesto 4    |             |  |  |       |       |       |  |
|  | 4           | Puesto 4    |             |  |  |       |       |       |  |
|  | 5           | Puesto 5    |             |  |  |       |       |       |  |
|  | 5           | Puesto 5    |             |  |  |       |       |       |  |
|  |             |             |             |  |  |       |       |       |  |

#### Semifinales
| TBA | Puesto 3 | VS. | Puesto 6 |  |  |
| TBA |          |     |          |  |  |

| TBA | Puesto 4 | VS. | Puesto 5 |  |  |
| TBA |          |     |          |  |  |

#### Final
| TBA | Ganador PO1 | VS. | Ganador PO2 |  |  |
| TBA |             |     |             |  |  |

### Goleadores
| Posición | Jugador         | Equipo           | Goles |
| -------- | --------------- | ---------------- | ----- |
| 1        | Matheus Jesus   | V-Varen Nagasaki | 14    |
| 2        | Arata Watanabe  | Mito HollyHock   | 12    |
| 3        | Marcus Vinicius | Imabari          | 10    |